# Landes de Bordeaux
Les Landes de Bordeaux désignaient jusqu'au XIXe siècle toute la région des Landes de Gascogne : vaste triangle correspondant à la plaine sableuse des Landes, allant de Soulac au Nord à Hossegor au Sud, en passant par Nérac à l'Est. Aujourd'hui l'appellation « Landes de Bordeaux » désigne la partie de la forêt des Landes en contact immédiat avec l'agglomération bordelaise.
C'est à Pessac que Pierre Hugues fit les premiers essais d'un système révolutionnaire pour le gemmage des pins, qu'il brevettera au milieu du XIXe siècle : le pot ascensionnel (pot de résine).

## Géographie
Les Landes de Bordeaux sont limitées au Nord par le Médoc, à l'ouest par le Pays de Buch et au Sud par la Haute-Lande.
Comme sur les autres territoires landais, cette région a été marquée par le système agro-pastoral jusqu'au milieu du XIXe siècle. La forêt plantée à la fin du XIXe et au début du XXe siècle à la suite de la loi de juin 1857, arrive à maturité au milieu du XXe siècle. Cette première génération de forêts plantées ne comportait ni pare-feux, ni crastes. Par conséquent, les Landes de Bordeaux furent le théâtre des plus graves incendies que connut la forêt landaise, en 1949, entre Bordeaux et Arcachon. 
Les Landes de Bordeaux ont été très fortement transformées de par leur proximité avec la capitale néo-aquitaine. L'étalement urbain de l'agglomération bordelaise, accéléré à partir des années 1950, a entamé la forêt et les vignobles de l'ouest de Bordeaux. Au nord-ouest, Blanquefort, Le Taillan-Médoc, Eysines et Bruges ont abandonné une bonne part de leurs espaces boisés et des graves viticoles pour des cultures maraichères et des bâtiments industriels. À l'ouest, à Mérignac, Pessac, Talence et Gradignan, le tissu urbain s'est densifié et de grands espaces ont été modifiés par l'aéroport et le domaine universitaire. Au sud-ouest, les communes de Cestas, Canéjan et Léognan, plus éloignées, ont accueilli des quartiers résidentiels de péri-urbanisation. Le reste du territoire est densément boisé, même si le rayonnement de Bordeaux pousse les populations de plus en plus loin de la communauté urbaine, notamment le long des axes de communication, comme l'A63 qui file vers le Bassin d'Arcachon et le Pays basque.

## Principales villes
- Martignas-sur-Jalle
- Saint-Jean-d'Illac
- Saint-Médard-en-Jalles
- Saucats
- Cestas

Une partie des communes de:
- Pessac
- Mérignac
- Bruges
- Gradignan
- Léognan
- Canéjan

## Histoire
Les Landes de Bordeaux se caractérisent par une structure d'habitat fondamentalement dispersée, les cornaus, qui va de pair avec une organisation communautaire à plusieurs étages.